# Carla Mijares Ruf
Carla Mijares Ruf (* 28. Oktober 2002) ist eine andorranische Skirennläuferin.

## Karriere
Mijares Ruf feierte ihr internationales Renndebüt am 24. November 2018 bei einem Rennen der FIS-Entry-League in Kåbdalis. Ihr erstes internationales Großereignis bestritt sie drei Monate später, beim Europäischen Olympischen Winter-Jugendfestival in Sarajevo, wobei sie sowohl im Riesenslalom als auch im Slalom ausschied.
Zu Saisonabschluss wurde sie andorranische Meisterin im Slalom sowie Vizemeister im Super-G. Zudem gewann sie Bronze im Riesenslalom.
Deutlich besser verlief die Saison 2019/20. So feierte sie im Dezember 2019 ihren ersten Sieg bei einem FIS-Rennen. Und einen Monat später konnte sie sich bei den Olympischen Jugend-Winterspielen in Lausanne im Slalom auf dem 6. Platz klassieren.
In den darauffolgenden Jahren startete Ruf hauptsächlich bei FIS-Rennen, wobei sie einige Siege feiern konnte. 2021 nahm sie erstmals an einer Alpinen Skiweltmeisterschaft teil. In Cortina d’Ampezzo schied sie jedoch im Slalom aus.
Am 17. März 2023 gab Mijares Ruf beim Weltcupfinale in Soldeu ihr Debüt im Mannschaftswettbewerb, wobei sie den 6. und letzten Platz belegten. Ihr erster Start bei einem Einzelrennen im Weltcup erfolgte am 16. Januar 2024 in Flachau, wobei sie jedoch bereits im ersten Durchgang ausschied.
Am 1. September 2024 gewann Mijares Ruf erstmals ein Rennen bei einer kontinentalen Rennserie, als sie beim Slalom von La Parva im Rahmen des South American Cups triumphierte.
Bei den Weltmeisterschaften 2025 in Saalbach erreichte Mijares Ruf gemeinsam mit Cande Moreno den 18. Platz in der erstmals ausgetragenen Team-Kombination.

## Erfolge

### Weltmeisterschaften
- Cortina d’Ampezzo 2021: DNF Slalom
- Saalbach-Hinterglemm 2025: 18. Team-Kombination, DNF Slalom

### Weltcup
- Eine Platzierung unter den besten 10 in einem Mannschaftswettbewerb

### Juniorenweltmeisterschaften
- Bansko 2021: DNF Riesenslalom, DNF Slalom
- St. Anton 2023: DNF Slalom, DNS Riesenslalom

### Europacup
- 6 Platzierungen unter den besten 30

### South American Cup
- Ein Sieg

| Datum             | Ort      | Land  | Disziplin |
| ----------------- | -------- | ----- | --------- |
| 1. September 2024 | La Parva | Chile | Slalom    |

### Olympische Jugend-Winterspiele
- Lausanne 2020: 6. Slalom, 22. Riesenslalom, 29. Super-G, DSQ Alpine Kombination

### Europäisches Olympisches Winter-Jugendfestival
- Sarajevo 2019: DNF Riesenslalom, DNF Slalom

### Weitere Erfolge
- Andorranische Meisterin im Slalom (2019, 2020, 2022, 2024, 2025)
- Andorranische Meisterin im Riesenslalom (2024)
- Andorranische Vizemeisterin im Slalom (2021)
- Andorranische Vizemeisterin im Super-G (2019)
- Bronze bei den Andorranischen Meisterschaften im Riesenslalom 2019
- 13 Siege bei FIS-Rennen